# Ахмадреза Джалали
Ахмадреза Джалали или Ахмад Реза Джалали (перс. احمدرضا جلالی‎, швед. Ahmadreza Djalali; 15 сентября 1971) — ирано-шведский доктор медицины катастроф, лектор, научный сотрудник в Университете Восточного Пьемонта (Италия). Иранским режимом обвинён в «шпионаже и сотрудничестве» с Израилем и приговорён к смертной казни. Он работал в ряде европейских университетов: в Каролинском университете Швеции (где он также учился на аспирантуре), в Университете Восточного Пьемонта, Брюссельском свободном университете (Бельгия). Он также сотрудничал с университетами в Иране и поддерживает контакты с университетами по всему миру, в том числе в Израиле, Саудовской Аравии и США.

## Арест и заключение в тюрьму
В апреле 2016 года, когда он посещал Иран по приглашению Тегеранского университета и Университета Шираз, он был арестован по приказу Министерства разведки и безопасности без ордера или какого-либо основания для подобного ареста. Две недели спустя ему предъявили обвинения в шпионаже и сотрудничестве с Израилем, доказательством которого стало предполагаемое письмо его супруги, в котором якобы содержались доказательства. Его семья не была проинформирована о его местонахождении в течение десяти дней, хотя они знали, что он был арестован. После пребывания в неизвестном месте в течение 7 дней его перевели в камеру 209 тюрьмы Эвин, где он провел 7 месяцев. Во время звонков, сделанных его семье, доктор Джалали сказал, что его держали в одиночном заключении 3 месяца, а в последующие месяцы — в частичной изоляции.

## Приговор
31 января 2017 года после девяти месяцев содержания под стражей д-р Джалали был доставлен в отделение 15 Революционного суда в Тегеране, где ему было формально предъявлено обвинение в шпионаже, несмотря на отсутствие доказательств, ему был дан приговор в виде смертной казни. Как сообщается, его адвокату не разрешили присутствовать на слушании, и ему было отказано в доступе к материалам дела.
После нескольких месяцев необоснованного задержания он был приговорен к смертной казни 21 октября 2017 года по обвинению в «осквернении земли» (ifsad fil-arz). Затем он был заключен в тюрьму Эвин. В ноябре 2017 года Рабочая группа ООН по произвольным задержаниям официально обратилась к правительству Ирана с просьбой предоставить подробную информацию о его задержании, но ответа не получила. В конце 2018 года иранское государственное телевидение представило его как шпиона и показало его предполагаемое признание, которое, по словам доктора Джалали, было заранее написанным текстом, который он был вынужден прочитать под угрозой смерти и даже причинением вреда его близким. Попытки его адвоката подать апелляцию для судебного пересмотра приговора были отклонены, а последний, по-видимому, все ещё находится на рассмотрении.
29 июля 2019 года д-р Джалали был снова переведен из тюрьмы Эвин в неизвестное место. Там его подвергали жестоким пыткам и угрозам исполнения смертного приговора, чтобы получить от него больше признаний.

## Состояние здоровья
Состояние здоровья доктора Джалали ухудшалось с момента его ареста. В частности, анализы крови, проведенные в 2018 году, показали низкий уровень лейкоцитов в крови. Впоследствии он был осмотрен врачом в начале 2019 года в тюрьме Эвин; он был рекомендован к посещению специалиста по гематологии в больнице, но этот запрос был отклонен. Рекомендуемые последующие обследования не были проведены. Кроме того, как сообщается, доктор Джалали потерял 24 кг со времени своего ареста. Всемирная медицинская ассоциация рассмотрела его дело, а её президент Кетан Десаи написал властям Ирана, что условия содержания доктора Джалали противоречат медицинской этике и законам о правах человека.

## Международное давление

### ООН
В ноябре 2017 года рабочая группа Организации Объединённых Наций по произвольным задержаниям официально просила правительство Ирана предоставить подробную информацию о его задержании, но не получило ответа. 9 февраля 2018 года эксперты ООН по правам человека настоятельно призвали Иран отменить смертный приговор.
Эксперты ООН по правам человека призвали Иран отменить смертный приговор в отношении Джалали впервые в 2017 году. Экспертами были Хосе Антонио Гевара Бермудес, председатель-докладчик рабочей группы по произвольным задержаниям; Нильс Мельцер, специальный докладчик по вопросу о пытках и других жестоких, бесчеловечных или унижающих достоинство видах обращения и наказания; Аньес Калламар, специальный докладчик по внесудебным или произвольным казням; Асма Джахангир, специальный докладчик по вопросу о положении в области прав человека в Исламской Республике Иран.
Они приняли мнение № 92/2017. 18 сентября 2017 года рабочая группа ООН препроводила правительству обвинения в рамках своей обычной процедуры сообщений, но не получила ответа от правительства Ирана. В этом документе объясняется, почему лишение свободы Ахмадреза Джалали противоречит статьям 3, 5, 8, 9, 10 и 11 Всеобщей декларации прав человека и статьям 7, 9, 10 и 14 Международного пакта о гражданских и политических правах и в нём четко указано, что надлежащим средством правовой защиты было бы немедленное освобождение Джалали и предоставление ему осуществимого права на компенсацию и другие виды репарации в соответствии с международным правом.
Эксперты ООН по правам человека повторили свой срочный призыв к освобождению доктора Джалали в 2018 году.
В ежегодном докладе Верховного комиссара Организации Объединённых Наций по правам человека за 2020 год и докладах Управления Верховного комиссара и Генерального секретаря говорится, что «по-прежнему существует обеспокоенность по поводу положения лиц с двойным и иностранным гражданством, которые по-прежнему находятся в заключении в Исламской Республике Иран […]. Как сообщается, гражданин Ирана и Швеции Ахмадреза Джалали, приговоренный к смертной казни в октябре 2017 года по обвинению в шпионаже, был доставлен 29 июля 2019 года в неизвестное место примерно на 10 дней, после чего был возвращён в тюрьму Эвин. По сообщениям, в течение этого времени на него оказывалось давление с целью признаться в дальнейших обвинениях. Г-ну Джалали, а также другим лицам с двойным и иностранным гражданством, в том числе г-ну Гадери, было отказано в медицинской помощи».
В докладе Специального докладчика по вопросу о положении в области прав человека в Исламской Республике Иран 2020 года подчеркивается, что «сотрудники служб безопасности и разведки, включая министерство разведки и Корпус стражей исламской революции, во многих случаях препятствовали доступу на медицинское обслуживание задержанных и заключенных, или сделало медицинское обслуживание или перевод в больницу условным по признанию». Кроме того, Специальный докладчик обеспокоен практикой пропаганды принудительного признания: «Шведско-иранский академик Ахмадреза Джалали признался, что шпионил за Исламской Республикой Иран, транслируемой по государственному телевидению в декабре 2017 года, через пять дней после Верховного Суд оставил в силе его смертный приговор в рамках спешно созванного и секретного процесса, в ходе которого не было разрешено никаких возражений со стороны защиты». Сообщается, что Джалали записал признание под принуждением после того, как его следователи сказали, что он будет освобожден из одиночного заключения, только если он записал признание.

### Нобелевские лауреаты
В декабре 2018 года 121 нобелевских лауреатов подписали открытое письмо верховному лидеру Ирана аятолле Али Хаменеи, для оказания медицинской помощи профессору Джалали и попросили освободить его.

### Международная амнистия
Amnesty International внимательно следит и собирает информацию об условиях жизни и состоянии здоровья Джалали, особенно о бесчеловечных условиях, которые Джалали испытывал во время своего заключения.
С 2017 года Amnesty International начала кампанию, чтобы побудить публику написать петицию и представить её в иранскую администрацию Верховного лидера, президенту Ирана и главному судье Ирана (главе судебной власти) с просьбой о немедленном освобождении Джалали. Также в ней ест просьба к надлежащему медицинскому лечению и обеспечинию безопасности Джалали, а также доступу к его адвокату и семье, включая шведское консульство для встречи с ним.
«Новруз 2020» — это кампания в поддержку узников совести в Иране по случаю традиционного иранского новогоднего фестиваля. Амнистия призывает общественную аудиторию посылать письма поддержки заключенным и их семьям. В этом году Международная Амнистия выбрала семь случаев политических узников и академических заключенных, среди которых был и доктор Джалали, для представления кампании Новруза в Амнистии.

### Scholars at Risk (SAR)
«Scholars at Risk» (SAR) — это международная сеть учреждений и отдельных лиц, способствующих академической свободе и защищающих учёных от угроз для академической свободы. SAR проводит и поддерживает публичные кампании в поддержку доктора Джалали, например, путем рассылки писем государственным органам в Иране и проведения онлайн-мероприятий через социальные сети. В январе 2018 года SAR опубликовало кампанию «#SaveAhmad» через социальные сети, чтобы оказать давление на государственные учреждения в поддержку освобождения доктора Джалали. В марте 2020 года в ответ на пандемию COVID-19 SАR отправило письмо иранским властям с просьбой о безоговорочном освобождении доктора Джалали ввиду его состояния здоровья.

### Европейские университеты
В ноябре 2017 года Европейская университетская ассоциация (EUA) оказала давление на иранские власти с целью отмены смертной казни для Джалали и его немедленного освобождения. EUA написал письмо верховному лидеру Ирана и выразило серьёзную обеспокоенность по поводу продолжающегося вреда для Джалали и его семьи.
В апреле 2018 года Совет фламандских университетов решил отложить все академическое сотрудничество с иранскими университетами и учреждениями в ответ на решение иранских властей заключить в тюрьму Джалали, который является одним из профессоров Брюссельского свободного университета. В связи с этим Совет выразил глубокую обеспокоенность по поводу тюремного заключения профессора и обратился к Ирану с просьбой оказать ему медицинскую помощь. Совет университета постановил, что сотрудничество фламандских университетов с иранскими учреждениями не будет продолжено, если иранское правительство не предпримет никаких действий в поддержку доктора Джалали.
31 октября Университет Восточного Пьемонта, Каролинский университет и Брюссельский свободный университет направили письмо главе судебной власти Ирана Садегу Лариджани с просьбой немедленно освободить доктора Джалали. В письме университеты напомнили о превосходной репутации доктора Джалали, а также о важности права на свободу выражения мнений.

## Обновление дела

### 2020
- После широкого распространения пандемии COVID-19 в марте 2020 года иранские власти освободили 85 000 человек из тюрем, в том числе политических заключенных[24]. Среди этого числа доктора Джалали не было в списке[19][25].

### 2018
- Рабочая группа Совета по правам человека по произвольным задержаниям (ООН) повторила призыв к освобождению д-ра Джалали[8]
- 5 февраля FIDU (Federazione Italiana Diritti umani), Иран по правам человека, ECPM — Ensemble Contre la Peine de Mort и Nessuno Tocchi Caino (Руки прочь от Caino) направили письмо Высокому представителю Союза по иностранным делам и политике безопасности Федерике Могерини, чтобы попросить принять срочные меры и получить немедленное приостановление смертного приговора.[26]
- 3 мая сеть «Scholars at Risk» написала письмо верховному лидеру Исламской Республики Иран аятолле Али Хаменеи.[27]

### 2017
- Была подана петиция об освобождении доктора Джалали на change.org, и ей удалось получить более 320 000 подписей. Петиция была направлена иранским властям, а также бывшему президенту Европейского парламента Антонио Таджани и другим.[28]
- 31 октября Università degli studi del Piemonte, Каролинский университет и Брюссельский университет Vrije направили письмо главе судебной власти Ирана аятолле Садегу Лариджани с просьбой немедленно освободить доктора Джалали. В письме университеты напомнили о превосходной репутации доктора Джалали и напомнили о праве на свободу выражения мнений.[29]
- 13 ноября Ассоциация европейских университетов направила письмо верховному лидеру Исламской Республики Иран аятолле Али Хаменеи[21]
- Рабочая группа Совета по правам человека по произвольным задержаниям (ООН) приняла заключение № 92/2017 на своей восьмидесятой сессии 20-24 ноября. Рабочая группа направило утверждения совета правительству Ирана и просила представить до 17 ноября подробную информацию о нынешнем положении д-ра Джалали. Это заключение не получило обратной связи со стороны Ирана.[21]